# كازويوشي سوازونو
كازويوشي سوازونو (باليابانية: 諏訪園 一吉) (4 مارس 1983 في كاغوشيما في اليابان – )؛ هو لاعب كرة قدم سابق كان يلعب كلاعب وسط.

## وصلات خارجية
- كازويوشي سوازونو على موقع رابطة كرة القدم اليابانية للمحترفين (اليابانية)